# Amphisbaena bolivica
Espèce
Synonymes
- Amphisbaena camura bolivica Mertens, 1929

Amphisbaena bolivica est une espèce d'amphisbènes de la famille des Amphisbaenidae.

## Répartition
Cette espèce se rencontre en Argentine, en Bolivie et au Paraguay.

## Publication originale
- Mertens, 1929 : Herpetologische Mitteilungen. XXIII. Über einige Amphibien und Reptilien aus Süd-Bolivien. Zoologische Anzeiger, vol. 86, p. 57-62.